# مایرون سزار رئیس
مایرون سزار رییس (به پرتغالی: Mairon César Reis) مهاجم اهل برزیل است که در شهر بلو هوریزونته و در تاریخ ۲۷ اوت ۱۹۷۹ به دنیا آمده‌است.
مایرون سزار رئیس در تیم‌های فوتبال Ipatinga سابقهٔ حضور دارد.